# إسرائيل شامير
إسرائيل شامير (بالروسية: Исраэль Шамир; born 1947) كما يُعرف باسم يوران جرمس أو آدم إرماش هو صحفي وكاتب سويدي ولد في روسيا. تتمحور اهتمامته حول العلاقات العربية الإسرئيلية والثقافة اليهودية. يعود أصل شامير إلى مدينة نوفوسيبيرسك في سيبيريا بروسيا، وقد انتقل إلى إسرائيل عام 1969. ويقول إنه كان مظلياً في حرب يوم الغفران، وعمل مترجماً للرئيس الإسرئيلي حاييم هرتصوغ. وبعد ذلك عمل في مجال الصحافة والكتابة.
يكتب شامير عن إسرائيل وفلسطين والشعب اليهودي، وقام بنشر عدد من الكتب التي ترجمت إلى عدة لغات. وقد اتهم بمعاداة السامية وإنكار الهولوكوست. ويقول إسرائيل شامير إنه يهودي الإثنية ومولود في روسيا وقد اعتنق المسيحية على مذهب الأرثوذكسية الشرقية في عام 2004.

## آرائه
يؤيد شامير حل الدولة الواحدة لإنهاء الصراع الفلسطيني الإسرائيلي. ويعتقد شامير بوجود سيطرة يهودية منظمة على وسائل الإعلام والخطاب العام حيث يقول: «يشتري الأغنياء من اليهود وسائل الإعلام حتى تتستر على آثامهم (وآثام أخوتهم). يُمنح اليهود في وسائل الإعلام حماية لأغنياءِ اليهود... لا يمكن عرض أي وجهة نظر لعامة الناس في الولايات المتحدة ولا حتى في أوروبا الغربية ما لم توافق عليها جماعة يهودية ما». وينتقد ما يعتبرهُ سعياً يهودياً للحصولِ على هيمنةٍ عالميةٍ فقد كتبَ: «إن فلسطينَ ليست الهدف النهائيّ لليهود بل إنهُ العالم، تُمثل فلسطين مكاناً لمقرات الدولة العالمية وحسب، إنها ضروريةٌ، وإلّا فإن شعبَ أوروبا لن يتمغنط كالأرنب في وجهِ المصابيح الأمامية للسيارةِ.»
قام كل من الناشطان حسين ابيش وعلي أبو نعمة بتعميم رسالة بريد إلكتروني عام 2001 ذكرا فيها: «صعقتنا منذ البداية بعض كتابات شامير التي تجاوزت انتقاد إسرائيل والصهيونية، وتعدته إلى معاداة السامية بصورة ضمنية». وذكرت الرسالة قيام الناشطين بحث «جميع أصدقائنا في حركة الحقوق الفلسطينية» على النظر في آثار كتابة شامير على قضيتهم حيث تتضمن كتاباته ما وصفوه بـ«العناصر التقليدية للخطاب الأوروبي المعادي للسامية».

## ارتباطه بويكيليكس
يعد شامير من مؤيدي منظمة ويكيليكس. قال كريستين هارفنسون المتحدث باسم ويكيليكس في مقابلة مع راديو السويد أن إسرائيل شامير «مرتبط بويكليكس» وكذلك «الكثير من الصحفيين يعملون معنا في جميع أنحاء العالم ولديهم أدوار مختلفة في العمل على المشروع». وكانت علاقات الموقع مع شامير من الأسباب التي دفعت المتحدث دانيال دومشايت بيرغ إلى الاستقالة من المنظمة، وقد وصف دومشايت بيرغ إسرائيل شامير بكونه «ناكراً للهولوكوست ومعادياً شهيراً للسامية». كما اُتهم شامير بنقل «برقيات حساسة» إلى الرئيس البيلاروسي ألكسندر لوكاشينكو. وعبّرت منظمة مؤشر الرقابة عن قلقها إزاء ما قد تحمله هذه التسريبات من تهديدات على السلامة الشخصية للمعارضين السياسيين لنظام لوكاشينكو، في حين رفضت ويكيليكس الرد على منظمة مؤشر الرقابة بخصوص هذا الشأن ووصف ممثل عن ويكيليكس هذه التسريبات بالإدعاءات «الغير مثبتة وضوحاً». ويعمل ابن شامير المدعو يوهانس فالستروم متحدثاً باسم ويكيليكس في السويد.

## وصلات خارجية
- موقع الوب الخاص بإسرائيل شامير